# Newfoundlandwolf
De Newfoundlandwolf (Canis lupus beothucus) was een ondersoort van de wolf die voorkwam op Newfoundland, een groot eiland aan de oostkust van Canada. De laatste van deze wolven werd vermoedelijk gedood in 1911.